# Константин Нередски
Константин (Коста) Зиси Икономов – Нередски (на гръцки: Παπακωνσταντίνος Ζήσης Οικονόμου Νερέτη) е гръцки духовник от Македония, деец на гръцката въоръжена пропаганда в Македония.

## Биография
Поп Константин е роден в леринското село Неред. Дядо му поп Спирос е от село Слатина, Костурско, което е било турски чифлик. Поради злоупотребите и потисничеството на турците той се заселва в Негован, Леринско, откъдето по-късно се мести в Неред, където има място за свещеник. Коста също става свещеник и подкрепя гръцките революционни усилия в Леринско. Обявен е за агент от I ред.
Убит е на 26 септември 1900 година от дейците на ВМОРО Геле Търсиянски, Петре Попов, Трайче Петков и Митре Димев.
Името му носи улица „Папаконстантинос Нерети“ в град Лерин (Флорина), Гърция.